# Mudarse por mejorarse
Mudarse por mejorarse es una comedia de Juan Ruiz de Alarcón, publicada originalmente en la Parte primera de las comedias de don Iuan Rvyz de Alarcón y Mendoza (Madrid, por Iuan Gonçalez, a costa de Alonso Pérez, 1628).